# Oskar Kokoschka
Oskar Kokoschka  je bil avstrijski slikar, pesnik in dramatik češkega rodu, * 1. marec 1886, Pöchlarn, Avstrija † 22. februar 1980, Villeneuve, Švica. 

## Življenje
Oskar Kokoschka je najvidnejši predstavnik avstrijskega ekspresionizma. Bil je slikar, grafik, ilustrator ter celo pisatelj.
Rodil se je 1. marca 1886 v avstrijskem mestu Pöchlarn ob Donavi, očetu Čehu ter materi Štajerki. Na Dunaju se je učil na umetnoobrtni šoli ter sodeloval pri izdelavi umetnostno obrtnih predmetov. Istočasno je začel tudi slikati ter literarno ustvarjati. Leta 1908 je objavil dve dramski deli in dve leti pozneje še ilustrirano pesnitev. 
Prvič je razstavljal v Berlinu leta 1910, zatem pa še na Dunaju, kjer je njegova razstava povzročila burno reakcijo ter zgražanje, ki ga je podpiral tudi nadvojvoda Ferdinand. Med prvo svetovno vojno se je boril na ruski fronti, kjer je bil tudi hudo ranjen.
Po vojni je bil profesor na akademiji v Dresdnu ter veliko potoval. Potoval je po Evropi, Daljnem vzhodu in Severni Afriki, kjer so nastajale njegove znamenite krajine. Ker je Avstrija imela nacistično oblast, ki je ekspresionistične umetnike zoperstavljala, je to nesvobodo občutil tudi Kokoschka. Nacisti so podpirali slikanje lepih in urejenih krajin ter veselih, zdravih, zadovoljnih ljudi. Niso pa prenesli ekspresionističnega slikanja, ki je ponazarjalo resnične razmere torej: nezadovoljstvo, lahkoto in zmedenost. Nacizem je tudi njega uvrstil med »degenerirane« umetnike, zato je leta 1934 pobegnil v Prago ter se od tam čez 4 leta preselil v London, kjer pa njegove umetnosti niso poznali ter je tako dolgo časa živel v anonimnosti. Leta 1954 se je dokončno naselil v Švici, kjer je 22. februarja 1980 v Villeneuvu tudi umrl. 

## Način ustvarjanja
V ekspresionistično smer ustvarjanja ga je zanesla predvsem osebna, notranja nuja in velika fantazija. Prav gotovo ni ekspresionist v pravem pomenu besede, ker je drugačen od slikarjev skupine Most ter Modri Jezdec (ni toliko elementaren ter drastičen). 
Poleg ilustracij med njegova pomembna dela prištevamo tudi portrete. Figuralna slika in psihološka upodobitev človeka sta bili vedno osrednja tema njegovega ustvarjanja, tako slikarskega kot grafičnega. Najpomembnejše zgodnje delo je Nevihta - odsev njegove zadnje neizpolnjene ljubezni do Alme Mahler. Po letu 1924 je ustvaril številne krajine in podobe mest. Na nacizem in vojno se je odzval s simboličnimi slikami in avtoportretom degradiranega umetnika. Zelo pomembne so njegove velike mitološke slike npr. triptih Saga o Prometeju in Termopile. V teh delih, tako kot v vsem poznem delu, se je Kokoschka nagibal k osebni različici ekspresionizma.
Vse poteze in posebnosti umetnikovega obraza so izrisane z mnogimi barvnimi odtenki, prevladuje močno barvanje. Poteze čopiča so močne, barva je razdrobljena, slika pa sestavljena iz številnih grobih črtic. Tako je umetnik skušal prikazati svojo zaskrbljenost in jezo. Silne poteze s čopičem se zdijo spontane in hkrati neurejene, vendar so skrbno nadzorovane. Kokoschka je z barvami pretiraval in jih izkrivljal, da bi tako prikazal globoka čustva. Upodobljene podobe dajejo občutek, da se bodo zdaj zdaj sesule same vase in razpadle. Zdi se, da drsijo, se zvijajo in zgibajo ter so nestalne in bežne. Dela je pogosto slikal v živih barvah, nabita z energijo so velikokrat vsebovala politično simboliko.